# نيوبورت (نيوهامشير)
نيوبورت (نيوهامشير) (بالإنجليزية: Newport, New Hampshire)‏ هي بلدة أمريكية تقع في الولايات المتحدة في Sullivan County. يقدر عدد سكانها بـ 6,507 نسمة ومساحتها 113.1 كم2 وترتفع عن سطح البحر 248 متر.